# 채신덕
채신덕(蔡信德, 1964년 3월 10일 ~ )은 대한민국 경기도의회 의원이다.

## 학력
- 서강대학교 수학 학사

## 경력
- 김포경실련 집행위원장
- 김포시체육회 사무국장
- 2018.07 ~ 2022.06: 제10대 경기도의회 의원
  - 2018.07 ~ 2020.06: 제10대 경기도의회 전반기 문화체육관광위원회 위원

## 역대 선거 결과
|  | 45.06% |

|  | 64.11% |

|  | 49.01% |